# ディキシーユニオン
ディキシーユニオン（Dixie Union、1997年3月7日 - 2010年7月14日）は、アメリカ合衆国の競走馬・種牡馬。おもな勝ち鞍に2000年ハスケルインビテーショナルハンデキャップなどがある。種牡馬としてベルモントステークス優勝馬ユニオンラグズらの父となった。

## 経歴
NBAのチームオーナーとしても知られる、実業家ハーマン・サルコウスキーの名義で生産されたサラブレッドの牡馬である。サルコウスキーとダイアモンド・A・レーシングコーポレーションの共同名義で競走馬として登録され、リチャード・マンデラ調教師に預託された。

### 2歳時（1999年）
1999年6月13日のハリウッドパーク競馬場で行われた未勝利戦（ダート5ハロン）において、ディキシーユニオンはアレックス・ソリス騎手を背にしてデビュー、2着馬コーラーワンに1馬身半差をつけてゴール、初勝利を手にした。続いて7月18日のハリウッドジュヴェナイルチャンピオンシップステークス（G3・ハリウッドパーク・ダート6ハロン）、8月18日のベストパルステークス（G3・デルマー競馬場・ダート6.5ハロン）とグレード競走を連戦してそれぞれ勝利を挙げた。
9月8日のデルマーフューチュリティ（G2・デルマー・ダート7ハロン）では2着に敗れたものの、10月10日のノーフォークステークス（G2・サンタアニタパーク競馬場・ダート8ハロン）では前走で敗れたフォレストカンプに半馬身差をつけて優勝している。この年ガルフストリームパーク競馬場で11月6日に行われたブリーダーズカップ・ジュヴェナイルにも出走し、フォレストカンプに次ぐ2番人気に支持されていたが、後方からの追い上げも特に見せ場なく5着に敗れている。

### 3歳時（2000年）
ブリーダーズカップの後に膝に骨片ができていることが発覚し、除去手術のために3歳シーズンの始動は遅れ、2000年5月7日の一般競走（ハリウッドパーク・ダート6.5ハロン）が年内初戦となった。この競走でスウェプトオーヴァーボードを1馬身半差で破って初戦を飾ると、続くラザロバレラメモリアルステークス（L・ハリウッドパーク・ダート7ハロン）でコーラーワンに2馬身差の2着、アファームドハンデキャップ（G3・ハリウッドパーク・ダート8.5ハロン）ではティズナウのクビ差2着と惜しい競馬が続いた。
ディキシーユニオンは8月6日のモンマスパーク競馬場で行われたハスケルインビテーショナルハンデキャップ（G1・ダート9ハロン）で久々にG1競走に登録された。この競走ではおもにスワップスステークスを制してきたキャプテンスティーヴなどが人気を集めており、ディキシーユニオンも単勝オッズ5.7倍とそこそこの人気となっていた。9頭立てのなか、ディキシーユニオンは中団6番手につけてレースを進め、コーナーから前方へと進出、最後の直線で4番手まで順位を上げると、そこから前をゆくモアザンレディ・ディスタイラントハズクラス・キャプテンスティーヴの3頭を内側から抜き去り、2着キャプテンスティーヴに3/4馬身差をつけて初のG1勝利を手にした。
8月26日のトラヴァーズステークス（G1・サラトガ競馬場・ダート10ハロン）ではディキシーユニオンが1番人気を背負って出走したが、この競走中にディキシーユニオンの左前肢の蹄鉄がどこかに落ちてしまい、その影響もあってか勝ち馬アンシェイデッドから9馬身近く離された4着に敗れた。また、落鉄したまま走ったことで裂蹄を発症、再び休養を要するようになった。
復帰戦となったのは12月26日のサンタアニタパーク競馬場で行われた年内最後の3歳G1競走であるマリブステークス（G1・ダート7ハロン）であった。ここでは久々にコーラーワンとの対決となり、1番人気こそコーラーワンに譲ったものの、ディキシーユニオンは先行するコーラーワンのやや後方3番手につけて機を窺い、第3コーナーから捲り上げると、最後の直線でコーラーワンを捉えて1馬身差で差し切り勝ちをきめた。しかし、この競走後に腱に異常を生じたため、ついに引退が決まった。

## 種牡馬
ディキシーユニオンは2001年当初ケンタッキー州ヴェルサイユ近郊のダイアモンドAファームに繋養され、その後3月15日にレーンズエンドファームへと移された。種牡馬シンジケートはレーンズエンドファームが結成しており、初年度の種付け料は30,000ドルに設定されていた。2004年3月29日にマーサ（Masa）がディキシーユニオン産駒で最初の勝利を挙げると、また2005年生のディキシーチャッター（Dixie Chatter）が2007年のノーフォークステークス（G1）を制するなど、コンスタントに活躍産駒を出し続けた。以下はおもな代表産駒とその勝ち鞍。
- ディキシーチャッター Dixie Chatter - 2005年生、牡馬。ノーフォークステークス（G1）、アルカディアハンデキャップ（G2）。
- ゴーンアストレイ Gone Astray - 2006年生、牡馬。オハイオダービー（G2）、ペンシルベニアダービー（G2）など。
- ジャストホイッスルディキシー Justwhistledixie - 2006年生、牝馬。ダヴォナデールステークス（G2）、ボニーミスステークス（G2）。
- ホットディキシーチック Hot Dixie Chick - 2007年生、牝馬。スピナウェイステークス（G1）、スカイラヴィルステークス（G3）。
- ユニオンラグズ Union Rags - 2009年生、牡馬。ベルモントステークス（G1）、シャンペンステークス（G1）など。
- オーバーアナライズ Overanalyze - 2010年生、牡馬。アーカンソーダービー（G1）、フューチュリティステークス（G2）など。

繁殖入りして成功した産駒も多く、特にユニオンラグズは種牡馬として早期からG1馬を送り出し、またジャストホイッスルディキシーは繁殖牝馬としてブリーダーズカップ・ジュヴェナイル優勝馬のニューイヤーズデイを出している。
2010年7月、ディキシーユニオンは神経系に異常をきたし、レキシントン近郊のルード&リデル馬病院に運び込まれ、14日になって安楽死の処置が行われた。13歳であった。遺骸はレーンズエンドファームの墓地に埋葬されている。

## 血統表
| 馬名の血統                  | 馬名の血統                       | 馬名の血統              | （血統表の出典）        | （血統表の出典） |
| 父系                        | ノーザンダンサー系               | ノーザンダンサー系      | ノーザンダンサー系      | [ § 2 ]          |
| 父 Dixieland Band 鹿毛 1980 | 父の父Northern Dancer 鹿毛 1961  | Nearctic                | Nearco                  | Nearco           |
| 父 Dixieland Band 鹿毛 1980 | 父の父Northern Dancer 鹿毛 1961  | Nearctic                | Lady Angela             |                  |
| 父 Dixieland Band 鹿毛 1980 | 父の父Northern Dancer 鹿毛 1961  | Natalma                 | Native Dancer           | Native Dancer    |
| 父 Dixieland Band 鹿毛 1980 | 父の父Northern Dancer 鹿毛 1961  | Natalma                 | Almahmoud               |                  |
| 父 Dixieland Band 鹿毛 1980 | 父の母Mississippi Mud 鹿毛 1973  | Delta Judge             | Traffic Judge           | Traffic Judge    |
| 父 Dixieland Band 鹿毛 1980 | 父の母Mississippi Mud 鹿毛 1973  | Delta Judge             | Beautillion             |                  |
| 父 Dixieland Band 鹿毛 1980 | 父の母Mississippi Mud 鹿毛 1973  | Sand Buggy              | Warfare                 | Warfare          |
| 父 Dixieland Band 鹿毛 1980 | 父の母Mississippi Mud 鹿毛 1973  | Sand Buggy              | Egyptian                |                  |
| 母 She's Tops 黒鹿毛 1989   | 母の父Capote 黒鹿毛 1984         | Seattle Slew            | Bold Reasoning          | Bold Reasoning   |
| 母 She's Tops 黒鹿毛 1989   | 母の父Capote 黒鹿毛 1984         | Seattle Slew            | My Charmer              |                  |
| 母 She's Tops 黒鹿毛 1989   | 母の父Capote 黒鹿毛 1984         | Too Bald                | Bald Eagle              | Bald Eagle       |
| 母 She's Tops 黒鹿毛 1989   | 母の父Capote 黒鹿毛 1984         | Too Bald                | Hidden Talent           |                  |
| 母 She's Tops 黒鹿毛 1989   | 母の母She's a Talent 黒鹿毛 1983 | Mr. Prospector          | Raise a Native          | Raise a Native   |
| 母 She's Tops 黒鹿毛 1989   | 母の母She's a Talent 黒鹿毛 1983 | Mr. Prospector          | Gold Digger             |                  |
| 母 She's Tops 黒鹿毛 1989   | 母の母She's a Talent 黒鹿毛 1983 | Paintbrush              | Bold Hour               | Bold Hour        |
| 母 She's Tops 黒鹿毛 1989   | 母の母She's a Talent 黒鹿毛 1983 | Paintbrush              | Change Water            |                  |
| 母系(F-No.)                 | (FN:4-m)                         | (FN:4-m)                | (FN:4-m)                | [ § 3 ]          |
| 5代内の近親交配             | Native Dancer 4x5=9.38%          | Native Dancer 4x5=9.38% | Native Dancer 4x5=9.38% | [ § 4 ]          |
| 出典                        | 1. 2. 3. 4.                      | 1. 2. 3. 4.             | 1. 2. 3. 4.             | 1. 2. 3. 4.      |

### 血統背景
母 She's Top は1992年のレイルバードステークス（米G2）勝ち馬で、ディキシーユニオンと同じくサルコウスキーが生産・所有、マンデラが調教した馬であった。She's Topの半姉 Impertinent Lady（父Sham） の仔に1998年の阪神3歳牝馬ステークスで2着になったエイシンレマーズ。Impertinent Ladyの孫にアメリカでグレードレース3勝の Zavata 。G2勝ちのI Spent It。